# George H. Story
George Henry Story, född den 22 januari 1835 i New Haven, Connecticut, död den 24 november 1923 i New York, var en amerikansk genremålare.
Story hade i hemstaden en målare vid namn Bail och sedan porträttmålaren Charles Hine till lärare. Sedan han ett år uppehållit sig i Europa, bodde han två år i Portland i Maine, drog sedan till Washington, D.C., reste till Kuba och slog sig slutligen ned i New York, där han 1875 blev medlem av akademien. Till hans bäst kända tavlor, vilka beröms för sin fina uppfattning, hör Den gamle herrns klagan, Den unge studeranden, Onkel Peter i sitt slott och Klockgjutaren samt åtskilliga porträtt, bland annat ett av Abraham Lincoln.